# Gunung Keluet
Gunung Keluet är ett berg i Indonesien.   Det ligger i provinsen Aceh, i den västra delen av landet, 1 600 km nordväst om huvudstaden Jakarta. Toppen på Gunung Keluet är 808 meter över havet, eller 52 meter över den omgivande terrängen. Bredden vid basen är 0,54 km.
Terrängen runt Gunung Keluet är kuperad österut, men västerut är den bergig. Terrängen runt Gunung Keluet sluttar österut. Trakten runt Gunung Keluet är nära nog obefolkad, med mindre än två invånare per kvadratkilometer. I omgivningarna runt Gunung Keluet växer i huvudsak städsegrön lövskog.